# Такога няма нідзе
 Такога няма нідзе — другий студійний альбом білоруського музиканта Лявона Вольського. Він задумався як ретро проект, в якому білоруські музиканти, разом з Лявоном виконують пісні, стилізовані під 60-ті роки минулого століття. Однойменна пісня виконується разом з Володимиром Пугачем, фронтменом гурту J:морс.

## Композиції
1. «Такога няма нідзе» — Уладзімір Пугач, Лявон Вольський
2. «Не пасьпяваю» — Гурт «The Aneway!»
3. «Суворы тата» — Світлана Зеленковська
4. «Джэймс Бонд» — Віталь Артыст
5. «Рыкша» — Алег Хаменка, Каця Пытлева
6. «Ягуар» — Андрэй Дзяркоў, Марына Грыцук
7. «Роля героя» — Павло Булатніков, Лявон Вольський
8. «Мой капітан» — Ганна Хитрик
9. «Ведзьмы» — Світлана Зеленковська, Вольга Самусік, Зоя Каральчук
10. «Дзякуй табе» — Алег Гарбуз
11. «Гэты час» — Руся[be], Андрій Такінданг[be]
12. «Дай мне знак» — Лявон Вольський

## DVD
На DVD потрапили фото, кліпи, інтерв'ю та акорди до пісень. Режисером став мінчанин Матвій Сабуров (біл. Мацей Сабураў).